# Marisol Argueta de Barillas
Marisol Argueta de Barillas (6 de abril de 1968) es abogada salvadoreña y embajadora de carrera. Miembro del Comité Ejecutivo del Foro Económico Mundial y Directora Principal para América Latina desde marzo de 2010.

## Biografía
Nació el 6 de abril de 1968, está casada con Carlos Barillas y tienen tres hijas: Alexia, Florence y Gabriela. Fue Ministra de Relaciones Exteriores de El Salvador, Directora General de Política Exterior de El Salvador, Ministra Consejera en la Embajada de El Salvador en Washington D. C. y representante Alterna de El Salvador ante las Naciones Unidas, en Nueva York.
Fue la tercera mujer en ser inscrita oficialmente en el escalafón diplomático de El Salvador en 1993, después de la Sra. Tula Serra Morazán, quien se inscribió en 1950 y la Sra. Maria Baires de Membreño, en 1970. 
Dirigió la Cumbre Iberoamericana sobre "Juventud y desarrollo ”, en 2008; Presidió la Conferencia Internacional sobre Financiación para el Desarrollo de Países de Renta Media, en 2007 y dirigió los actos conmemorativos del 15º Aniversario de los Acuerdos de Paz de El Salvador, entre muchas otras actividades internacionales a lo largo de una exitosa carrera diplomática de más de veinte años. 
Argueta de Barillas dirigió la Política Exterior de El Salvador basada en los principios universales contenidos en el derecho internacional y priorizó las cuestiones relacionadas con la cooperación público-privada, la integración económica, las inversiones sostenibles y los derechos humanos; veló por los derechos de los migrantes y es una promotora activa de los derechos de la mujer y su avance en la sociedad. Desde sus primeros años como diplomática en la representación de El Salvador en las Naciones Unidas, participó en la Tercera Comisión de Derechos Humanos y Asuntos Humanitarios de la Asamblea General, en la Sexta Comisión, sobre Asuntos Jurídicos Internacionales y se destacó en el avance de la agenda sobre el Mantenimiento de la Paz, formando parte del equipo diplomático salvadoreño que reportó sobre la implementación de los acuerdos de paz salvadoreños patrocinados por las Naciones Unidas. Participó en múltiples reuniones del Consejo Económico y Social de las Naciones Unidas en Suiza y Nueva York, y formó parte de la Delegación salvadoreña en la Conferencia Mundial de las Naciones Unidas sobre la Mujer, Beijing 1995. También fue Jefa de la Delegación salvadoreña sobre la implementación de la Convención de las Naciones Unidas sobre los Derechos de la Niñez. Argueta de Barillas participó activamente de un esfuerzo con ONGs e Iglesias de diferentes denominaciones para lograr la aprobación de la Ley NACARA por el Congreso de los Estados Unidos de América y posteriormente, dirigió el programa del gobierno salvadoreño para asegurar la implementación efectiva de la ley NACARA que otorgó la oportunidad de solicitar la residencia permanente a más de 200,000 salvadoreños que viven legalmente en los Estados Unidos. Posteriormente, su profunda vocación humanista y sus conocimientos en materia migratoria permitieron que después de dos terremotos consecutivos que golpearon severamente a El Salvador en 2001, siendo Directora General de Política Exterior, diera inicio al proceso de gestión diplomática abogando por el estado de protección temporal (TPS), otorgado a los salvadoreños que viven en los Estados Unidos, evitando la deportación de decenas  de miles de familias salvadoreñas, cuando su país carecía de condiciones óptimas  para su repatriación. También abogó con éxito por el reconocimiento del gobierno italiano a la licencia de conducir salvadoreña como documento de identidad para los salvadoreños que viven en ese país europeo.
Lideró importantes transformaciones tecnológicas en el Ministerio de Relaciones Exteriores durante su mandato como Ministra de Relaciones Exteriores. Finalizó la construcción de la infraestructura moderna y sostenible que alberga el Ministerio de Relaciones Exteriores, inaugurada el 24 de abril de 2009. Creó un centro de llamadas para proporcionar asistencia consular gratuita a los salvadoreños que viven en los Estados Unidos y Canadá, y creó un centro para el cuidado infantil de los hijos de los empleados del Ministerio de Relaciones Exteriores. Entre otros logros, Argueta de Barillas creó la oficina para la gestión de becas internacionales en el Ministerio de Relaciones Exteriores para dar a conocer públicamente y promover el uso óptimo de las oportunidades educativas en el extranjero.
Argueta de Barillas avanzó la integración de Centroamérica, facilitando la incorporación de la República Dominicana y la plena participación de Panamá en el Sistema de Integración Centroamericana, y firmó el acuerdo de la Unión Aduanera con Guatemala, al tiempo que lideró un proceso de reforma de las Instituciones de Integración Centroamericanas como el Parlamento Centroamericano y la Corte Centroamericana de Justicia. 
Argueta de Barillas firmó el tratado bilateral con el Gobierno de los Estados Unidos de América para el establecimiento en El Salvador de una base de monitoreo antidrogas de los Estados Unidos y apoyó activamente la iniciativa de los Estados Unidos de América denominada Caminos hacia la Prosperidad en las Américas. Así mismo, formó parte de la Junta Directiva de la Corporación de la Cuenta del Milenio, por lo cual fue reconocida por el Gobierno de los Estados Unidos de América. Fortaleció las relaciones con Europa, promoviendo el Acuerdo de Asociación de la Unión Europea-Centroamérica; con Asia reforzando las relaciones con Japón y con Corea, albergando en El Salvador la sede de la Agencia Coreana de Cooperación en Centroamérica (Koica) y amplió las relaciones en el Medio Oriente, desarrollando una estrecha relación con Israel, promoviendo la creación de un curso sobre el Holocausto en la educación media salvadoreña para crear conciencia sobre el flagelo de la intolerancia y el racismo, al tiempo que fortaleció las relaciones con el mundo árabe, estableciendo relaciones diplomáticas con varios Estados miembros de la Liga de Estados Árabes.
Su experiencia internacional en la promoción de la cooperación, las relaciones comerciales y las inversiones en El Salvador facilitó el desarrollo de su experiencia en el sector privado, que incluye cargos como Vicepresidenta de Inter-Publix y Directora de GlobalPay Solutions.
Como Directora Principal para América Latina en el Foro Económico Mundial, desde 2010, Argueta de Barillas ha impulsado importantes transformaciones en la región de América Latina mediante el avance de la cooperación público-privada para el crecimiento sostenible e inclusivo y el desarrollo de agendas regionales innovadoras derivadas del pensamiento global prospectivo, inspirada por su mentor, el fundador y presidente ejecutivo del Foro Económico Mundial, el profesor Klaus Schwab. Sus esfuerzos han abordado cuestiones relacionadas con la competitividad, la productividad, el uso ético de las tecnologías emergentes, la Cuarta Revolución Industrial, la fabricación avanzada, la sostenibilidad, la economía circular, el ambientalismo y el cambio climático, la gobernanza y la transparencia, el emprendimiento social, el capitalismo de las partes interesadas y la inclusión, en particular  centrándose en el avance económico de las mujeres y la participación activa de los jóvenes, entre otros.
Tiene una Licenciatura en Ciencias Jurídicas de la Universidad Dr. José M. Delgado, El Salvador, y un posgrado en Diplomacia de la Universidad de Oxford, Reino Unido. Tiene estudios especializados en derecho internacional, asuntos internacionales, liderazgo, negociaciones y resolución de conflictos de la Academia Internacional de La Paz; la Universidad de Harvard, Cambridge, Massachussets y The Wharton School, Universidad de Pensilvania.
Ha recibido condecoraciones nacionales, premios y reconocimientos especiales de México, Guatemala, Costa Rica, Panamá, Colombia, Perú, España y Estados Unidos, así como de comunidades salvadoreñas e instituciones privadas por su trabajo social, por su labor en asuntos internacionales, la integración regional y por sus sobresalientes logros profesionales y académicos.
Es Young Global Leader del Foro Económico Mundial, miembro de la Iniciativa de Liderazgo Centroamericana del Instituto Aspen y miembro de la Oxford Union Society. Ella forma parte de la Junta Asesora del Programa de América Latina en el Centro Internacional para Académicos Woodrow Wilson, Washington D. C.; en la Junta Consultiva del Capítulo de América Latina del Programa de las Naciones Unidas para el Desarrollo y en el Consejo Global del Centro para la Implementación de Políticas Públicas para el Crecimiento y la Inclusión (CIPPEC), Buenos Aires, Argentina; también es miembro de la Sala Legal de la Universidad JM Delgado y directiva de UWC Costa Rica.